# Гучкова, Вера Александровна
Вера Александровна Гучкова (Сувчинская, Трейл) (1906—1987, Кембридж, Англия) — русская писательница, переводчик, преподаватель иностранных языков, журналистка; дочь российского политика Александра Гучкова, агент ИНО ОГПУ.

## Биография
Вера Александровна Гучкова родилась в 1906 году в семье Александра Ивановича Гучкова и Марии Ильиничны Зилоти.
В 1919 году вместе с семьёй выехала за границу, во Францию, где позже стала общаться с известными писателями, художниками, музыкантами, политиками.
Увлекшись идеями евразийства, в 19 лет выходит замуж за П. П. Сувчинского, который был старше неё на 14 лет.

## Агент НКВД
В 1930 году в парижской квартире Марины Цветаевой и Сергея Эфрона познакомилась с Константином Родзевичем, который был тайным агентом ОГПУ. Находясь под его влиянием, вступила в компартию Франции и стала сотрудничать со спецслужбами СССР. Активно участвовала в деятельности «Союза возвращения на Родину».
В 1936 году она разводится с Сувчинским и возвращается в Россию. Около года она преподаёт в подмосковной школе разведки иностранные языки. На совместном совещании с Мирским и Литауэр (это решение поддержал из Парижа Эфрон) было решено, что Вере для служебных задач целесообразно выйти замуж за Роберта Трейла — английского журналиста, шотландца по происхождению, который в это время находился в Москве. Замысел был осуществлен, и с этого момента паспорт подданной Великобритании облегчает ей роль связной между Москвой и Францией. Роберт Трейл погиб в боях Гражданской войны в Испании. От этого брака Вера родила свою единственную дочь Марию.
В сентябре 1937 года она возвращается во Францию. Французская полиция пыталась обвинить её в причастности к убийству Рейсса, но она доказала собственное алиби, предъявив паспорт, где таможенная служба зафиксировала, что в день, когда Рейсс был убит под Лозанной, то есть 4 сентября, она пересекала территорию Польши. В полицейских документах считается установленным, что В. А. привезла из Москвы чек на большую сумму для передачи матери Владимира Правдина (он же Франсуа Росси, один из убийц Игнатия Рейсса).

## Личная жизнь
В первом браке была замужем за деятелем «евразийского» движения П. П. Сувчинским. Во втором — за шотландским коммунистом Робертом Трейлом. Была в близких отношениях с Константином Родзевичем, агентом НКВД, и Д. П. Святополк-Мирским.

## Киновоплощения
- Наталья Вдовина в художественном сериале «Очарование зла», 2006 год.

## Переводы
- В. А. Кравченко. Я выбрал свободу, 2009, 528 с. ISBN 9788389656544